# 鲁道夫·苏哈内克
鲁道夫·苏哈内克（捷克語：Rudolf Suchánek，1962年1月27日—），捷克男子冰球运动员。他曾代表捷克斯洛伐克国家队参加1988年冬季奥林匹克运动会冰球比赛，获得第六名。